# تشارلز برون
تشارلز برون (بالدنماركية: Charles Brun)‏ هو سياسي دانمركي، ولد في 16 فبراير 1866، وتوفي في 28 يناير 1919. انتخب وزير المالية الدنماركي ‏ (12 أكتوبر 1908 – 16 أغسطس 1909).